# Алексеев, Дмитрий Викторович
Дми́трий Ви́кторович Алексе́ев (9 ноября 1875, Москва — 26 июня 1934, Ленинград) — российский и советский химик, один из основателей химического факультета, заведующий кафедрой физической химии (1917–1925), декан сельскохозяйственного и лесного факультета (1919) Пермского университета, заведующий и реорганизатор кафедры неорганической и физической химии Ташкентского университета (1928–1930), заведующий кафедрой физической химии в Ленинградской Военно-артиллерийской академии (1930–1934).
Открыл (совместно с М. Н. Полукаровым) явление водородного охрупчивания сталей в процессе их катодной поляризации. Автор учебника «Физическая химия» (1934).

## Биография
Родился 9 ноября 1875 году в Москве. Надворный советник из мещан (с 1905 г.), Д. В. Алексеев окончил 5-ю гимназию и естественное отделение физико-математического факультета Московского университета с дипломом I степени (1901).
Работал лаборантом в Томском технологическом институте, магистерский экзамен сдал при Казанском университете (1905), уехал в заграничную командировку на два года, во время которой работал в области физической химии у профессора В. Нернста в Берлине и у профессора Ф. Габера в Карлсруэ (1906—1908).
С 1908 г. в Москве, приват-доцент Московского университета (с 1910/1911 учебного года), одновременно преподаватель химии в высшем педагогическом институте им. Шелапутина.
После защиты диссертации на степень магистра химии («О взрывном разложении ацетилена», 1916) был награждён золотой медалью Императорского Московского общества любителей естествознания, антропологии и этнографии по отделу химии.
В том же году был командирован в Пермь. С осени 1916 года — приват-доцент, с 1917 года — профессор кафедры физической химии и электрохимии ПГУ.
С 6 декабря 1917 года — и. о. ординарного профессора, первый заведующий кафедрой физической химии и электрохимии Пермского университета. Вместе с М. Н. Полукаровым считается её создателем.
В 1919 года исполнял обязанности декана сельскохозяйственного и лесного факультета.
В 1919–1921 годах в связи с эвакуацией Пермского университета в Сибирь работал профессором химии сначала в Томском университете и Томском технологическом институте, затем в Омском сельскохозяйственном институте.
В 1921 году Д. В. Алексеев вернулся в Пермский университет. В это время там произошла реорганизация: кафедры неорганической и физической химии были объединены в одну кафедру, кафедру неорганической и физической химии  (сначала — в составе медицинского, затем — в составе педагогического факультета). Он возглавил эту объединённую кафедру.
В 1925 году выступил с несколькими докладами на IV Менделеевском съезде химиков в Москве.
В 1927 году покинул Пермский университет в связи с переходом на работу в Ташкентский университет, где с 1928 г. заведовал кафедрой неорганической и физической химии. Реорганизовал кафедру и оборудовал научно-исследовательскую лабораторию в соответствии с актуальными на тот момент требованиями науки.
В 1930 году перевелся в Ленинград. С 1930 г. заведовал там кафедрой физической химии в Военно-артиллерийской академии. Руководил исследованиями проблемы прохождения водорода и других газов через металлы при высоких температурах и давлении в Государственном институте высоких давлений.
26 июня 1934 погиб в результате взрыва, произошедшего во время опыта.

## Научная деятельность
В середине 1920-х годов вместе с М. Н. Полукаровым открыл явление водородного охрупчивания сталей в процессе их катодной поляризации.
Потеря металлом прочности под влиянием водорода, проникающего вглубь него, была названа водородной хрупкостью, а процесс её приобретения — наводораживанием.
В связи с большой практической важностью открытого эффекта, изучение механизма водородного охрупчивания металлов и влияния стимуляторов наводороживания получило широкое развитие, как в нашей стране, так и за рубежом.
Автор около 20 научных работ, в том числе учебника по физической химии «Физическая химия. Ч. I. Химическая термодинамика. Основы молекулярно-кинетической теории». Л., 1934. За время работы в Перми опубликовал 13 статей, в том числе в материалах IV Менделеевского съезда, в «Журнале Русского физико-химического общества» (1924–1926). Несколько его сообщений о водородной хрупкости металлов были напечатаны в немецком журнале «Zeitschrift fur Elektrochemie».

## Избранные научные работы
- К вопросу об электрокатализе // Журнал РФХО. 1909. Т. 41;
- О взрывном разложении ацетилена// Известия педагогического института им. Павла Григорьевича Шелапутина. М., 1915. Кн. 4;
- Новые основания химической механики // Известия Биологического научно-исследовательского института при Пермском государственном университете. 1924;
- Физическая химия. Ч. I. Химическая термодинамика. Основы молекулярно-кинетической теории. Л., 1934.

## Награды
- золотая медаль Императорского Московского общества любителей естествознания, антропологии и этнографии по отделу химии.

## Разное
В мае 1901 г. был свидетелем со стороны жениха при венчании Антона Павловича Чехова и Ольги Книппер.